# Au secours ! J'ai rétréci ma prof
Série Au secours !
Au secours ! J'ai rétréci mes parents
(2018)
Pour plus de détails, voir Fiche technique et Distribution.
Au secours ! J'ai rétréci ma prof (Hilfe, ich hab meine Lehrerin geschrumpft) est un film austro-allemand, sorti en 2015, adapté du roman pour la jeunesse de Sabine Ludwig (de) publié en 2006.
Il s'agit du premier opus d'une trilogie. Les films suivants sont : Au secours ! J'ai rétréci mes parents (2018) et Au secours ! J'ai rétréci mes amis (2021).

## Synopsis
C’est la rentrée des classes en Allemagne. Félix, onze ans, déjà expulsé de plusieurs écoles, vit avec son père (sa mère travaillant aux États-Unis en tant que chercheur). Afin que sa mère ne soit pas obligée de déménager, Félix doit absolument être admis à l'école Otto-Leonhard. La tâche s’avère plus ardue que prévu en raison de la sévérité de la directrice, Madame Schmitt-Gössenwein. Le jour de la rentrée est un désastre : la directrice semble très réticente à l'admission de Félix quand elle voit qu'il est incapable de résoudre un exercice de géométrie au tableau. Sans compter le comportement des élèves Mario, Chris et Robert, qui font peur à Félix. Seule Ella parvient à le réconforter. Le soir de la rentrée des classes, Félix accepte un test de courage lancé par Mario : il entre par effraction dans l'école au milieu de la nuit. Mais il est découvert par la directrice. Alors qu'elle est sur le point d'informer le garçon de son expulsion de l’école, la voilà qui se met soudain à rétrécir jusqu'à avoir la taille d'une poupée mannequin, sans que Félix ne s'en aperçoive. Ce sort lui a été jeté par le fantôme du fondateur de l'école, Otto Leonard, au moyen d'une boule de bois. Félix rentre chez lui et raconte à son père sa probable expulsion de l’école. Le jeune garçon n'a pas vu que la directrice s'est faufilée dans son sac à dos et qu'elle est à présent avec lui dans sa chambre...

## Fiche technique
- Titre original : Hilfe, ich hab meine Lehrerin geschrumpft
- Titre français : Au secours ! J'ai rétréci ma prof
- Réalisation : Sven Unterwaldt (de)
- Scénario : Gerrit Hermans, Silja Clemens (de) et Florian Schumacher d'après le roman de Sabine Ludwig (de)
- Musique : Karim Sebastian Elias, Leland Cox
- Photographie : Stephan Schuh
- Montage : Stefan Essl
- Direction artistique : Bettina Morell
- Effets spéciaux : Sebastian Bulst, Gwendolin Hallhuber, Helmut Neudorfer, Hans Neurohr, Marilyne Neurohr
- Format : couleur - format d'image : 2.35:1
- Pays d'origine : Allemagne, Autriche
- Langue : allemand
- Genre : Comédie et fantastique
- Date de sortie : 2015
  - Allemagne : 17 décembre 2015

## Distribution
- Anja Kling (VF : Adèle Malraux) : Dr Schmitt-Gössenwein
- Oskar Keymer (de) (VF : Cécile Vautier) : Félix Vorndran
- Lina Hüesker (de) (VF : Sophie Elkart) : Ella Borsig
- Axel Stein (VF : Alexandre Fontaine) : Peter Vorndran
- Justus von Dohnányi (VF : Jérémy Caussard) : Schulrat Henning
- Johannes Zeiler (VF : Éric Omet) : Hausmeister Michalsky
- Georg Sulzer (VF : Nathalie Sergent) : Mario Henning
- Maximilian Ehrenreich (de) (VF : Sylvie Lecocq) : Chris
- Michael Ostrowski (VF : Arthur Lebrey) : Herr Coldegol
- Otto Waalkes : Otto Leonhard